# Mors (azienda)

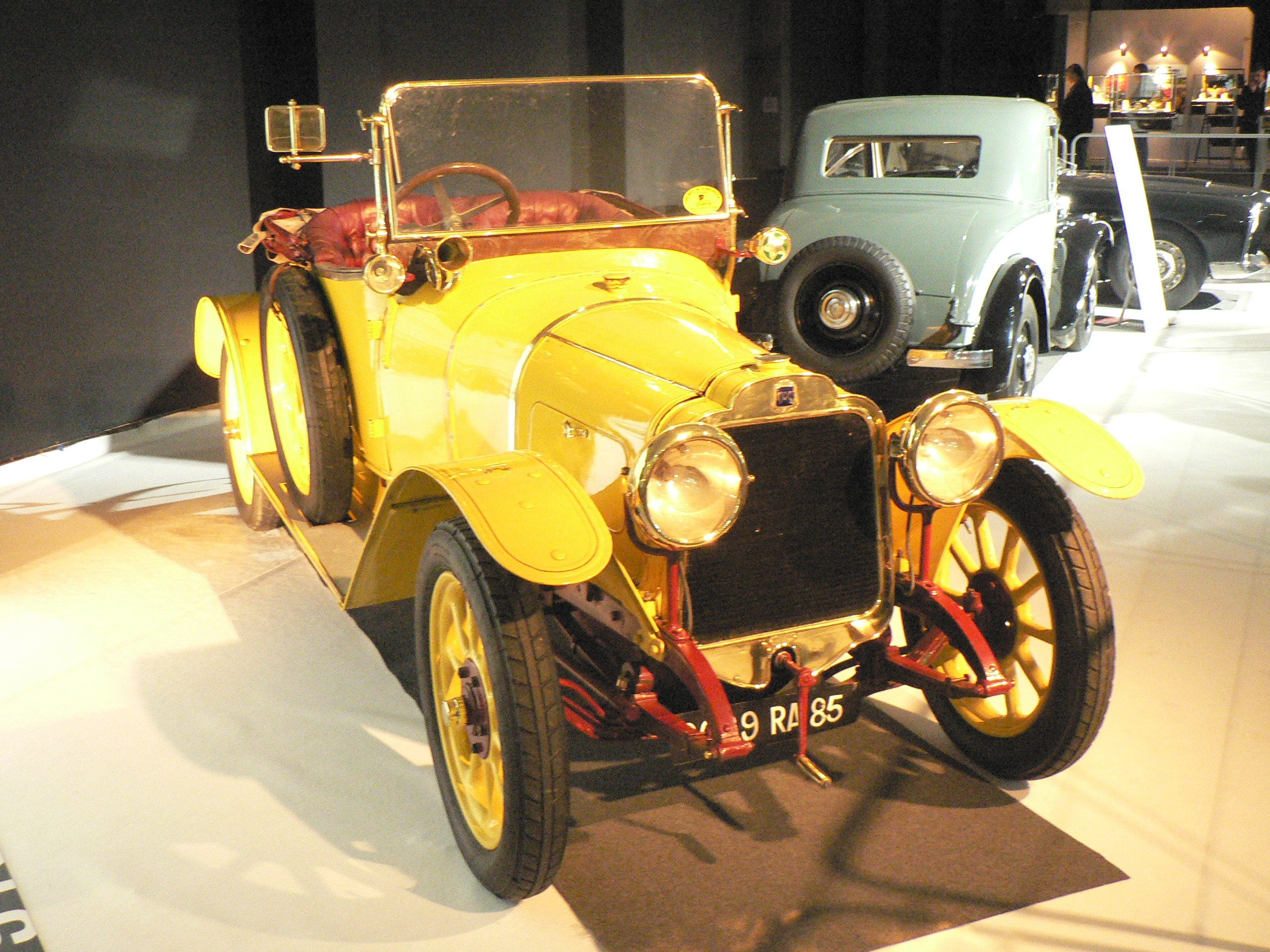
Una Mors Type RX

Mors 6HP Dogcart (1898)

Mors 10HP Tonneau (1901)

Mors 16HP Limousine (1902)

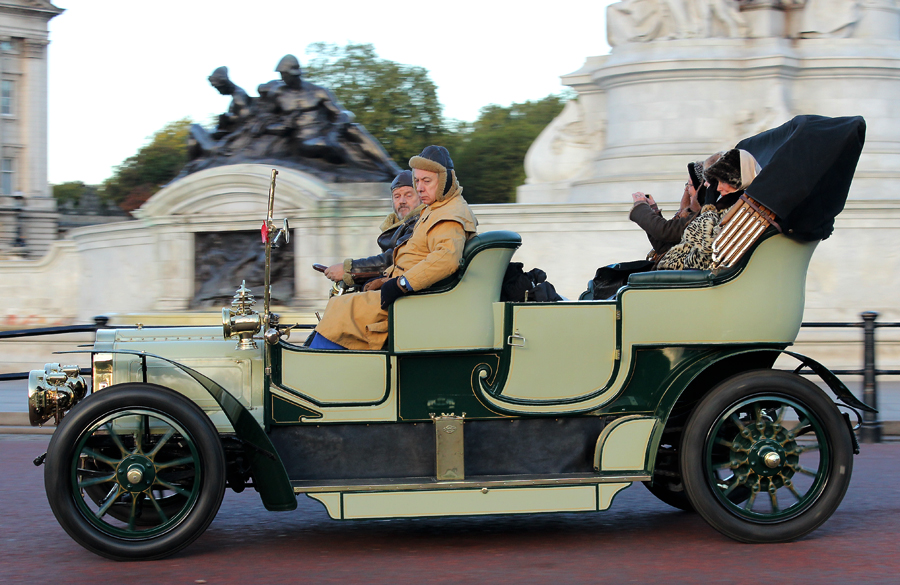
Mors 32 HP Roi-des-Belges (1904)

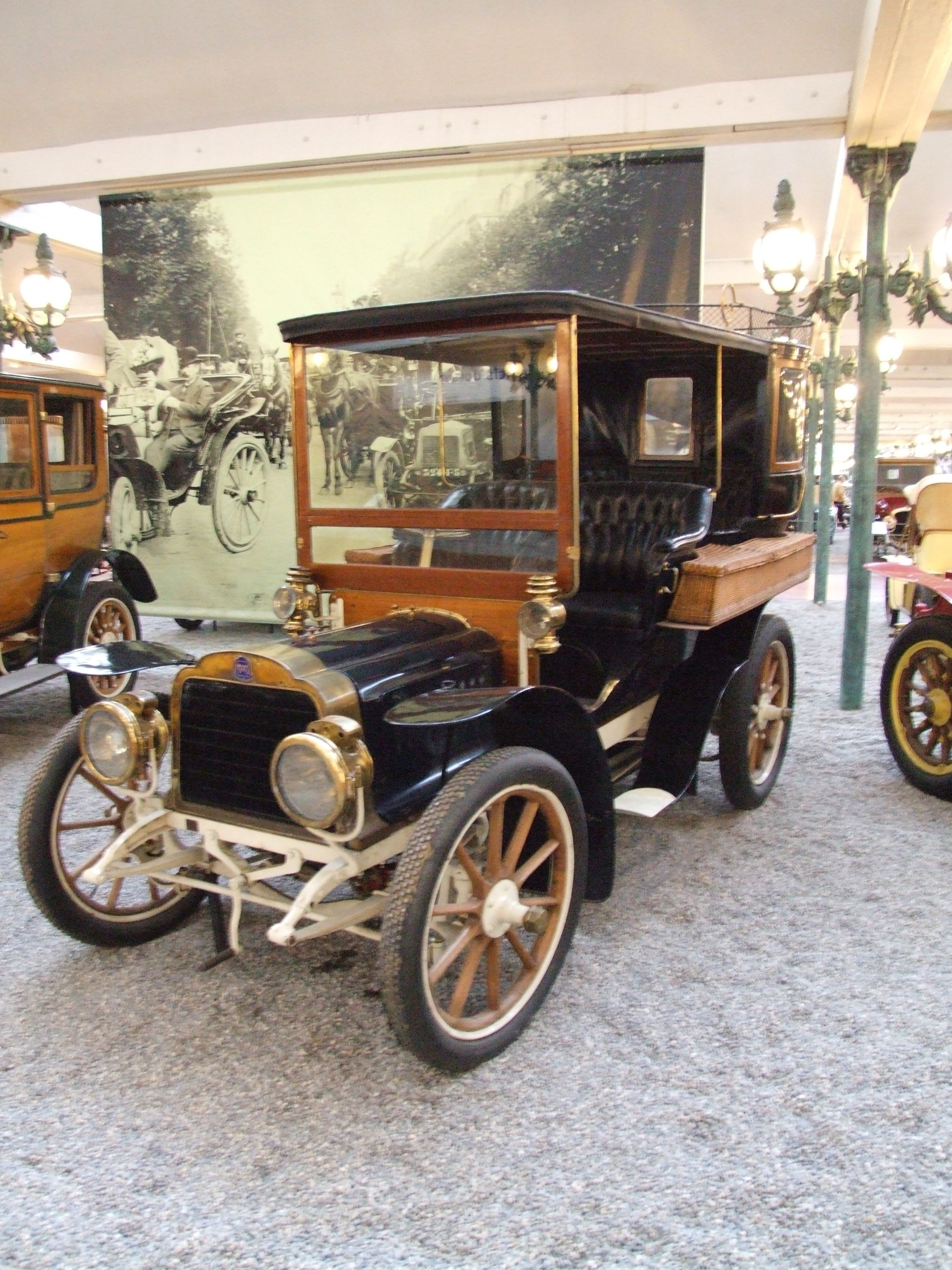
Mors Tonneau Ferme Typ N, al Cité de l'Automobile – Musée National – Collection Schlumpf, Mulhouse

La Mors è stata una casa automobilistica francese attiva dal 1895 al 1925.

## Storia
La Mors è stata une delle Case automobilistiche più rappresentative del periodo pionieristico, sia per i suoi risultati in campo agonistico, sia per aver formato professionalmente André Citroën, fondatore dell'omonima azienda.
La Mors nacque a Parigi nel 1895 come Société d'Electricité et d'Automobiles Mors, per volere dei fratelli Louis ed Émile Mors, entrambi ingegneri elettrici ed appassionati di innovazioni tecnologiche. Proprio in quegli anni l'automobile cominciava a divenire un fenomeno commerciale di grosse proporzioni.
La Mors si distinse per l'introduzione di alcune soluzioni tecniche molto innovative, come per esempio l'accensione tramite dinamo e bobina a bassa tensione, e il primo motore 4 cilindri a V della storia.
Il primo modello posto in commercio fu la 6CV, del 1896, una vetturella in configurazione vis-à-vis che già montava il motore V4, sistemato posteriormente e dotato di valvole automatiche per l'aspirazione e valvole comandate per lo scarico, e un originale raffreddamento ad acqua per le teste e ad aria per i cilindri, caso unico nella storia dell'automobile.
Seguirono nel 1899 la 4CV e la 8CV, modelli che sostituivano la 6CV. Dalla 8CV, equipaggiata da un bicilindrico da 1,2 litri, derivò una vettura sportiva equipaggiata da un motore da 2,4 litri, nato dall'accoppiamento di due motori della 8CV. Tale vettura fu impiegata in campo agonistico, e in tale ambito rappresentò il debutto per la Mors. Questo modello seppe farsi valere in diverse competizioni e vinse le competizioni Bordeaux-Biarritz e Parigi-Saint-Malo. A sua volta, questa vettura sportiva diede origine alla 16CV, una vettura stradale che ne riprese la meccanica. Tale vettura, commercializzata a partire dal 1900, fu la prima Mors dotata di sterzo comandato tramite volante.
Nel 1901 fu la volta della 10CV, prima vettura a essere dotata dell'accensione a bassa tensione. Sempre nel 1901 fu lanciata una nuova vettura sportiva equipaggiata da un enorme motore a 4 cilindri da ben 9,2 litri, in grado di erogare l'allora straordinaria potenza massima di 60 CV. Tale vettura vinse la Parigi-Berlino, la Parigi-Bordeaux e la Parigi-Madrid del 1903.
A partire dal 1902 i motori Mors abbandonarono gradualmente la soluzione del raffreddamento ad aria, a favore di quello ad acqua.
Tuttavia, l'azienda cominciò ad accusare le prime difficoltà economiche, dovute soprattutto ad una concorrenza sempre più agguerrita: nel 1905, le entrate della Mors risultarono inferiori alle uscite. Il 1906 vide una riorganizzazione del direttivo e come direttore generale della Mors fu nominato il giovane André Citroën. Nel 1907 la sezione elettrica della Mors fu posta in vendita. In quell'anno vide la luce il primo motore Mors a 6 cilindri. Gradualmente il bilancio tornò a migliorare, ma tornò in attivo solo nel 1911.
Il 1913 la quasi totalità della gamma Mors vide l'introduzione di motori con valvole a fodero.
La prima guerra mondiale fu traumatica per la Mors, i cui stabilimenti furono distrutti. Alla fine del conflitto, André Citroën abbandonò la Mors, fondò l'omonima Casa automobilistica, ed acquisì la stessa Mors, in profonda crisi.
Il primo modello Mors post-bellico si vide solo nel 1921, ma la Citroën mantenne viva la Mors solo pochi anni: l'ultimo modello fu la 12/16 CV Sport del 1923; nel 1925 chiuse definitivamente i battenti. 

## Principali modelli della Mors

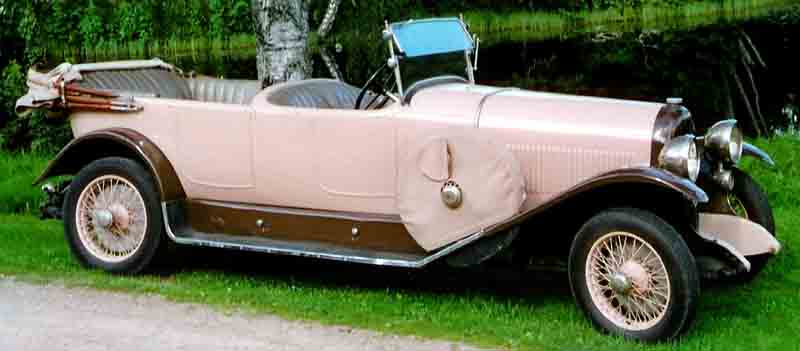
Una 12/16 CV, ultima Mors della storia

- 4CV: primo modello della Mors e prima autovettura con motore V4, fu commercializzata dal 1896 al 1899.
- 16CV: prima Mors con guida a volante.
- 10CV: prima vettura con accensione a bassa tensione, era equipaggiata da un 4 cilindri in linea da 1692 cm³ in grado di erogare 9,5 CV di potenza massima a 1200 giri/min. Nel 1906 ne fu proposta un'evoluzione, con motore portato a 1809 cm³ e potenza di 10,5 CV a 1200 giri/min.
- Type RX: torpedo dotata di motore a 4 cilindri da 2,1 litri e da 12 CV di potenza massima. Fu prodotta nel 1913.
- SSS: prima Mors prodotta dopo il primo conflitto mondiale.
- 12/16 CV: ultimo modello prodotto dalla Mors prima di chiudere. Montava un 4 cilindri in linea da 1978 cm³ in grado di erogare 31 CV a 2400 giri/min.